# 斜里バス
斜里バス株式会社（しゃりバス）は、北海道斜里郡斜里町に本社を置き、バス事業などを営む企業である。
知床斜里駅隣接の斜里バスターミナルを中心に、知床国立公園や網走市への路線バス、女満別空港への空港連絡バス、札幌市への高速バスや、貸切バスの運行などを行う。2009年まで東急グループの一員であった。

## 歴史

### 戦前の斜里のバス事業
斜里でのバス事業は戦前の1928年（昭和3年）に北盛自動車合資会社が斜里 - 札鶴（現在の清里町札弦）を運行したのが最初であるが、翌1929年（昭和4年）の網走本線（釧網本線の前身）開通や悪路のために採算が取れず、1930年（昭和5年）には運行が中止された。

### バス事業本格参入
1948年（昭和23年）11月18日に資本金300万円で設立された黒田製菓株式会社は様々な事業を行ったが、中でも普及してきたバス事業の将来性に目を付け、1950年（昭和25年）5月17日に商号を斜里バス株式会社に変更。5月25日に路線バス事業の免許を受けて、6月17日より斜里 - 知布泊（現在の「日の出」）間の知布泊線でバス事業を開始。2台のバスと6名の従業員で、22.5 kmの距離を1日3往復した。1954年（昭和29年）には斜里 - 知布泊間の殖民軌道が廃止されている。

### 厳しい環境
当時の道路環境は極めて酷いものであり、春や秋は泥道走行に備えてショベルを携えて運行、冬はバスの運行には不十分な最低限の除雪しか行われなかったため、30分ほどの吹雪で運行を断念せざるを得ない状況にあった。合わせて人口希薄なことから収入は伸びず、給与遅配が発生するなどバス事業を行うには厳しい環境であった。安定的な運行を行うべく除雪を行うよう要望を行ったものの、当時はまだ馬車が主流であり、バスに対する将来性の意見はあるものの理解は薄く、「バスは交通の邪魔になる」、「農産物輸送のための除雪はするが、バスが通ると馬が避けなければならず不便であり、バスのための除雪はするべきではない」と言われる始末であった。仕方なく社長が自前でブルドーザーを用意して除雪を行った。

### 観光客の増加
知布泊線開通後は1951年（昭和26年）に上斜里線、富士線、越川線の生活路線が開設された。1953年（昭和28年）には美幌峠が「君の名は」の撮影地となったほか、1954年（昭和29年）には昭和天皇・香淳皇后が阿寒湖訪問。これを発端とした一大道東観光ブームが起き、道路も整備され観光客が飛躍的に増加した。1955年（昭和30年）に貸切バス事業を開始。路線網は1956年（昭和31年）に江南線、1958年（昭和33年）に知布泊線を宇登呂まで延伸し知床線、1959年（昭和34年）に根北峠を越えた標津町までの標津線、1960年（昭和35年）に小清水線、三井線が開設され、創業10年後にはバス21台、従業員58名にまで成長した。
1960年（昭和35年）に公開された「地の涯に生きるもの」に便乗した知床観光プロモーションなどにより乗客が増え、これに対応するため1965年（昭和40年）に斜里駅西側の旧国鉄用地にバスターミナルを開設し、知床観光玄関口としてのイメージを一新させた。1960年(昭和35年)に其の映画「地の涯に生きるもの」の撮影で長期滞在した森繁久彌が帰途に着く時に「さらば羅臼よ」として作詞、作曲をし地元の人々へ捧げた物で、帰京後に「しれとこ旅情※発表時は、平仮名表記」の題名で、1962年(昭和37年)自身での歌の発表と、1963年(昭和38年)に森繁久彌自身のレコードを発売。セルフカバーで1965年(昭和40年)にもレコードが発売された上に、1971年（昭和46年）に加藤登紀子が森繁の「知床旅情」をカバーして其のレコードが発売されると、一大知床観光ブームが起き、知床線はピーク時には1便あたり10台で運行しても満員となる盛況を見せた

### 路線バスの衰退、付帯事業の強化

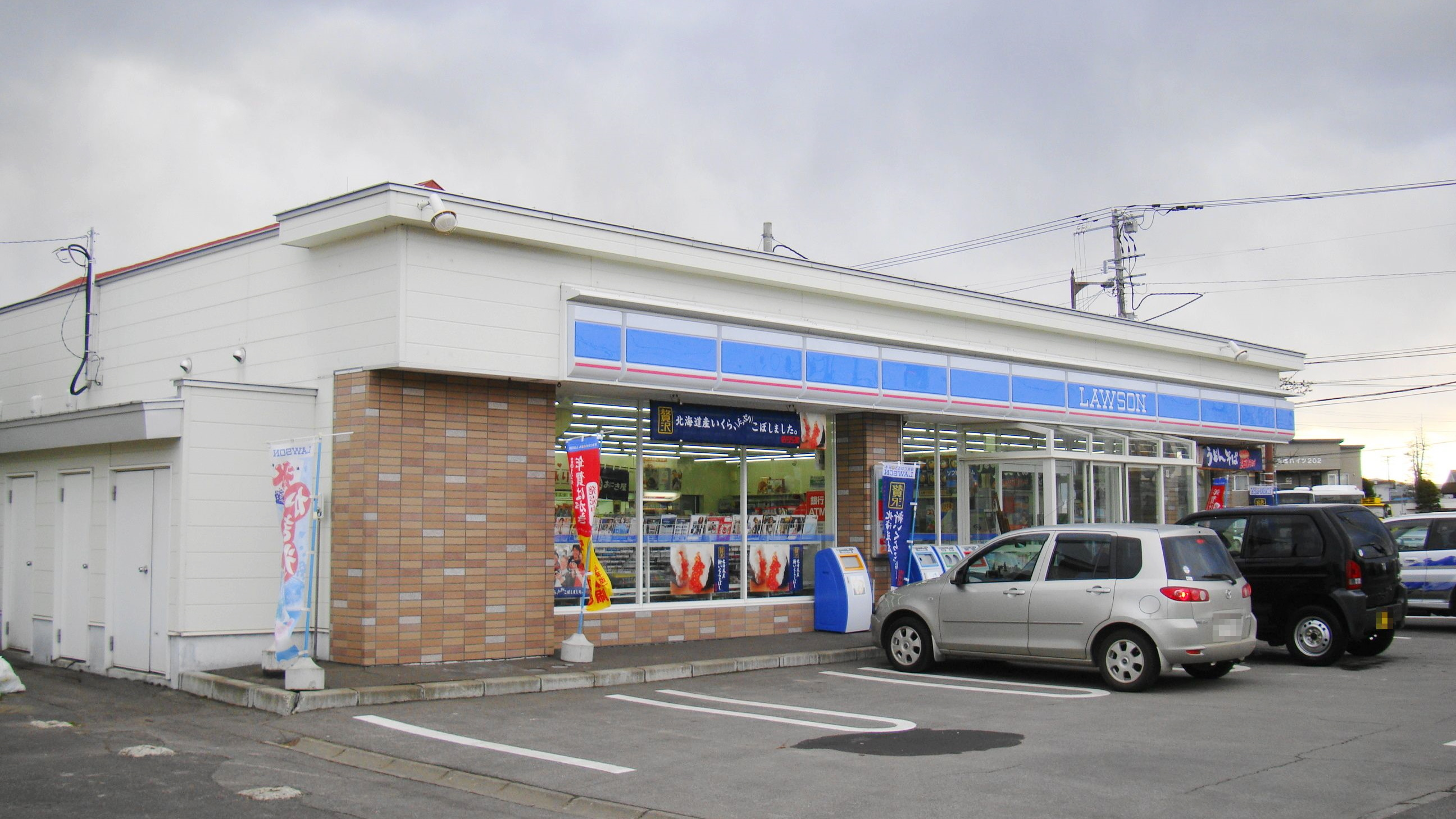
整備工場敷地に建つローソン斜里朝日町店

昭和40年代に入ると過疎化やモータリゼーション化の進行により利用者数は減少に転じた。知床観光ブームで一時的に増加したものの、レンタカー観光や団体旅行への転換により路線バスは厳しさを増し、1973年（昭和48年）以降は不採算路線の減便・休廃止やワンマン運転化などの合理化を進めるに至った。定期観光バス・周遊バスの強化や空港 - 知床直行便、裏摩周線（廃止済）を開設し、知床観光の観光ルートの開拓を図っている。
収入減少を最小限に止めようと付帯事業の強化が図られ、整備工場の土地の一部をローソンに賃貸、ウトロターミナルを観光協会に賃貸（移転済）、保険代理店業、ニッポンレンタカー斜里営業所の窓口（廃止済）、東急百貨店とのタイアップでオリジナルグッズを販売するなど、新たな増収対策を行っている。

### 環境への配慮

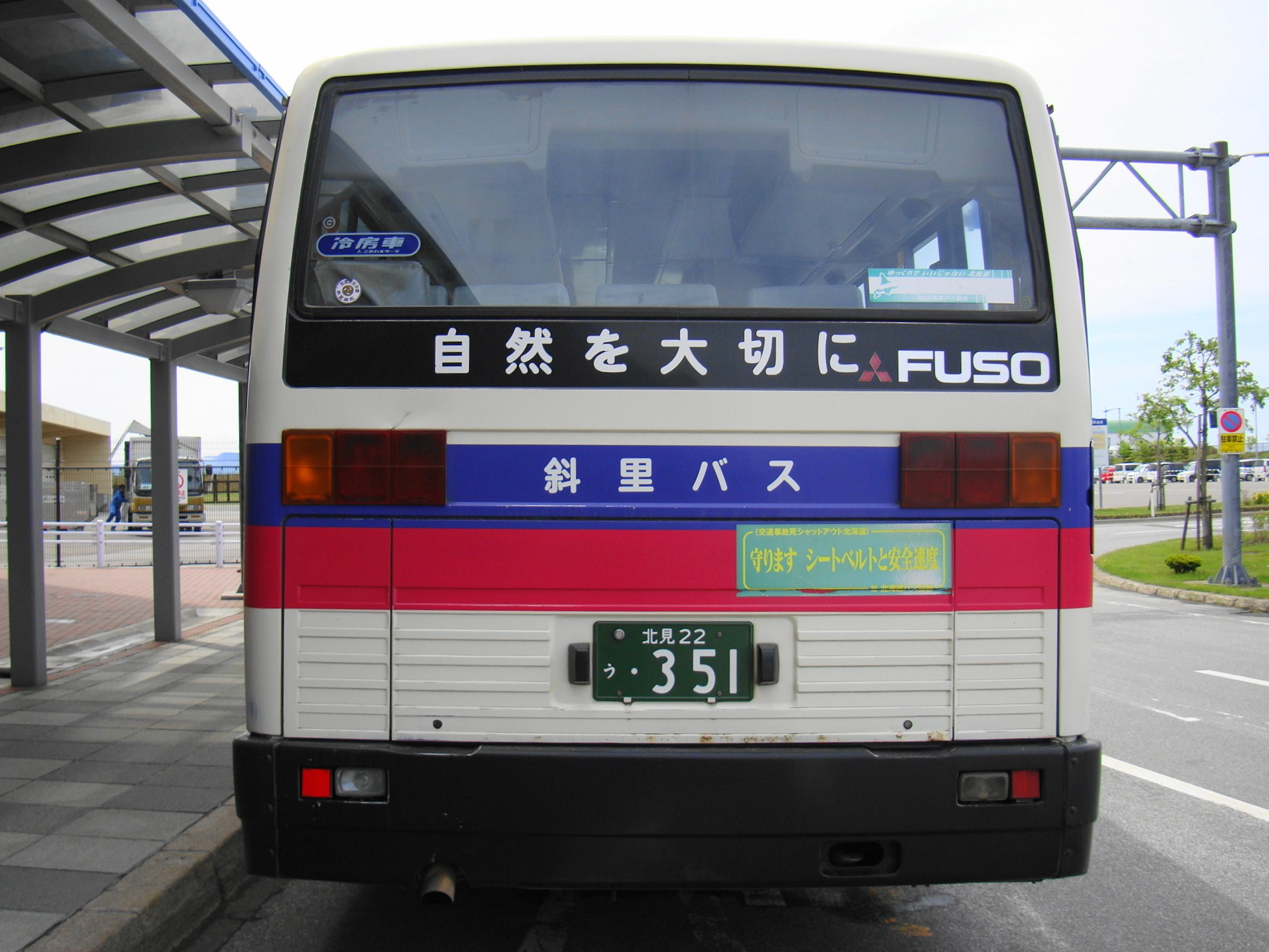
「自然を大切に」

2007年（平成19年）8月に完了した本社・斜里バスターミナル建て替え時には太陽光発電を導入したほか、太陽光・風力を利用し街路灯に給電するためのハイブリッドタワー「ECOMO（エコモ）」が斜里バスおよび北海道東急会によって設置された。
環境に配慮してハイブリッドバスなど低公害車を導入しており、今後も積極的に導入する予定となっている。全車両の後部に「自然を大切に」と書かれている。

### 資本の変化
1964年（昭和39年）には東京急行電鉄（東急）が資本を投下、北海道内5番目の東急グループバス事業者としてスタート。網走支庁管内ではほかに北見バス（北海道北見バスの前身）、網走交通（バス事業としては現在の網走観光交通）、北紋バスも東急傘下となった。
東急は2009年（平成21年）、中期経営計画に基いて子会社の売却を決定。斜里バスもこれに含まれ東急グループから離れた。株式は投資ファンドの管理運営を行うジェイ・ウィル・パートナーズ関連会社に譲渡されたが、2010年（平成22年）に地元資本に買い戻されていることが明らかになっている。

### 年表
- 1948年（昭和23年）11月18日 黒田製菓株式会社設立[1][2]。
- 1950年（昭和25年）
  - 5月17日 商号を斜里バス株式会社に変更[1][2]。
  - 5月25日 一般乗合旅客自動車運送事業認可取得。同年6月17日より運行開始[1][2]。
- 1955年（昭和30年）6月22日 一般貸切旅客自動車運送事業認可取得。同年7月1日より営業開始[3]。
- 1964年（昭和39年）1月23日 東京急行電鉄資本が入る[5][4]。
- 1970年（昭和45年）4月1日 東北海道貸切バス事業協同組合発足、加盟[14]。
- 2009年（平成21年）10月1日 東京急行電鉄が所有する当社株式をジェイ・ウィル・パートナーズ関連会社に譲渡、東急グループから離脱[12]。
- 2010年（平成22年） 同年中に自社株を買い戻しジェイ・ウィル・パートナーズ傘下から離脱[13]。

## 事業所

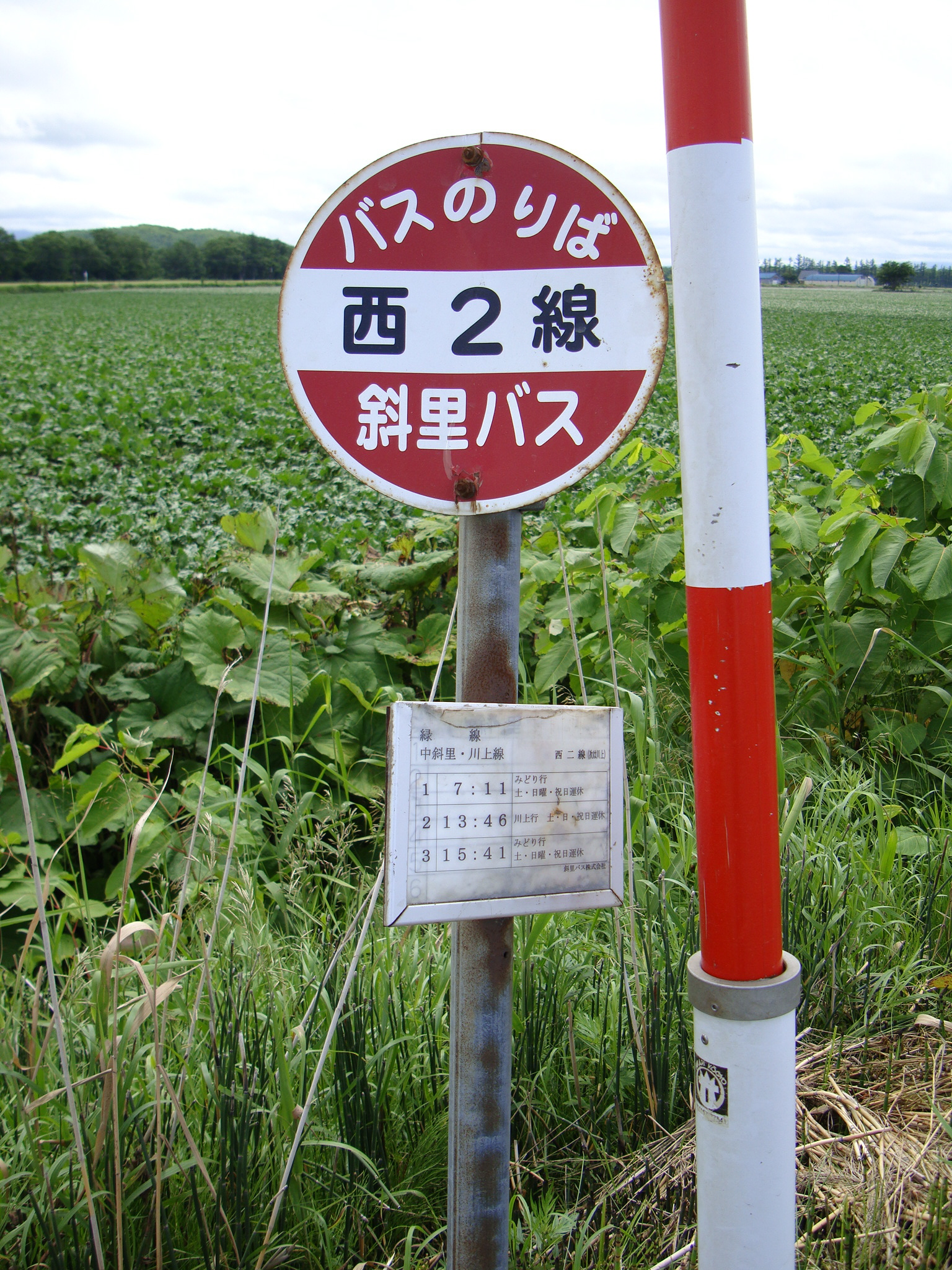
停留所一例

すべて北海道に所在。
本社・本社営業所・斜里バスターミナル
斜里郡斜里町港町16-16
ウトロターミナル
斜里郡斜里町ウトロ西170
- 窓口営業は夏期ダイヤ期間のみ行われる。

札幌営業所（貸切バス専門）
北広島市希望ケ丘1丁目4-1
自動車整備工場
斜里郡斜里町朝日町30-1

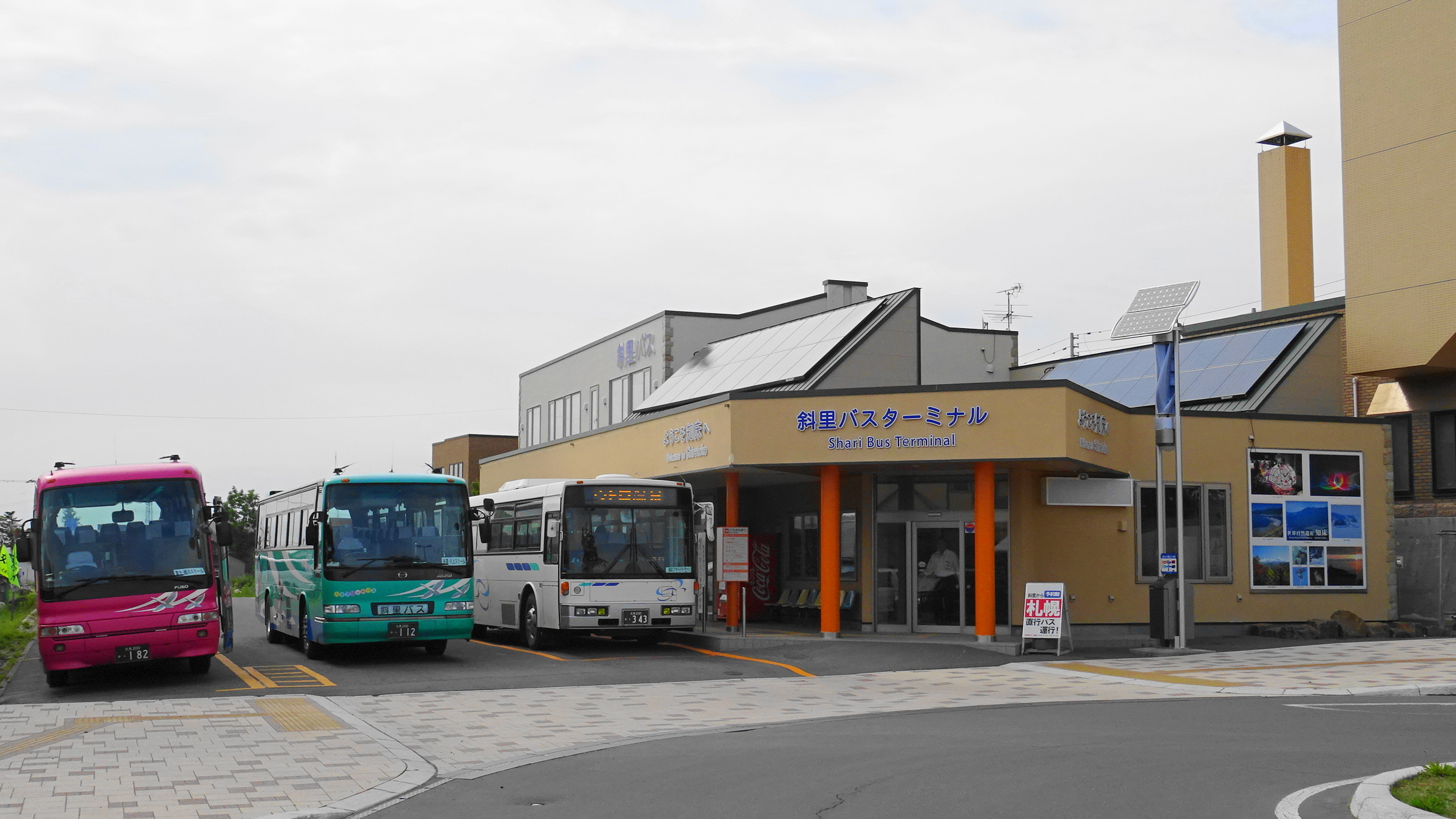
本社・本社営業所・斜里バスターミナル
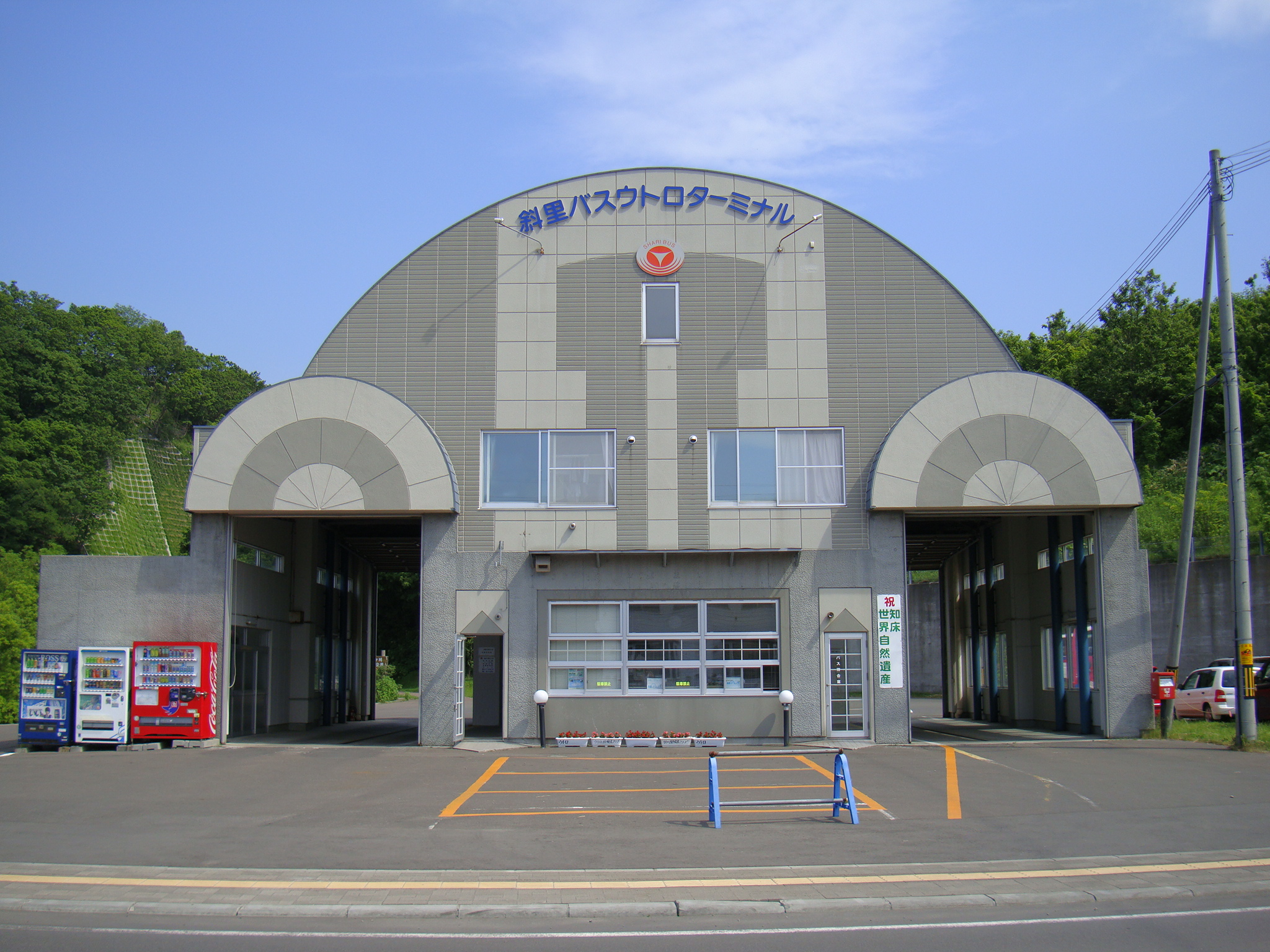
ウトロターミナル
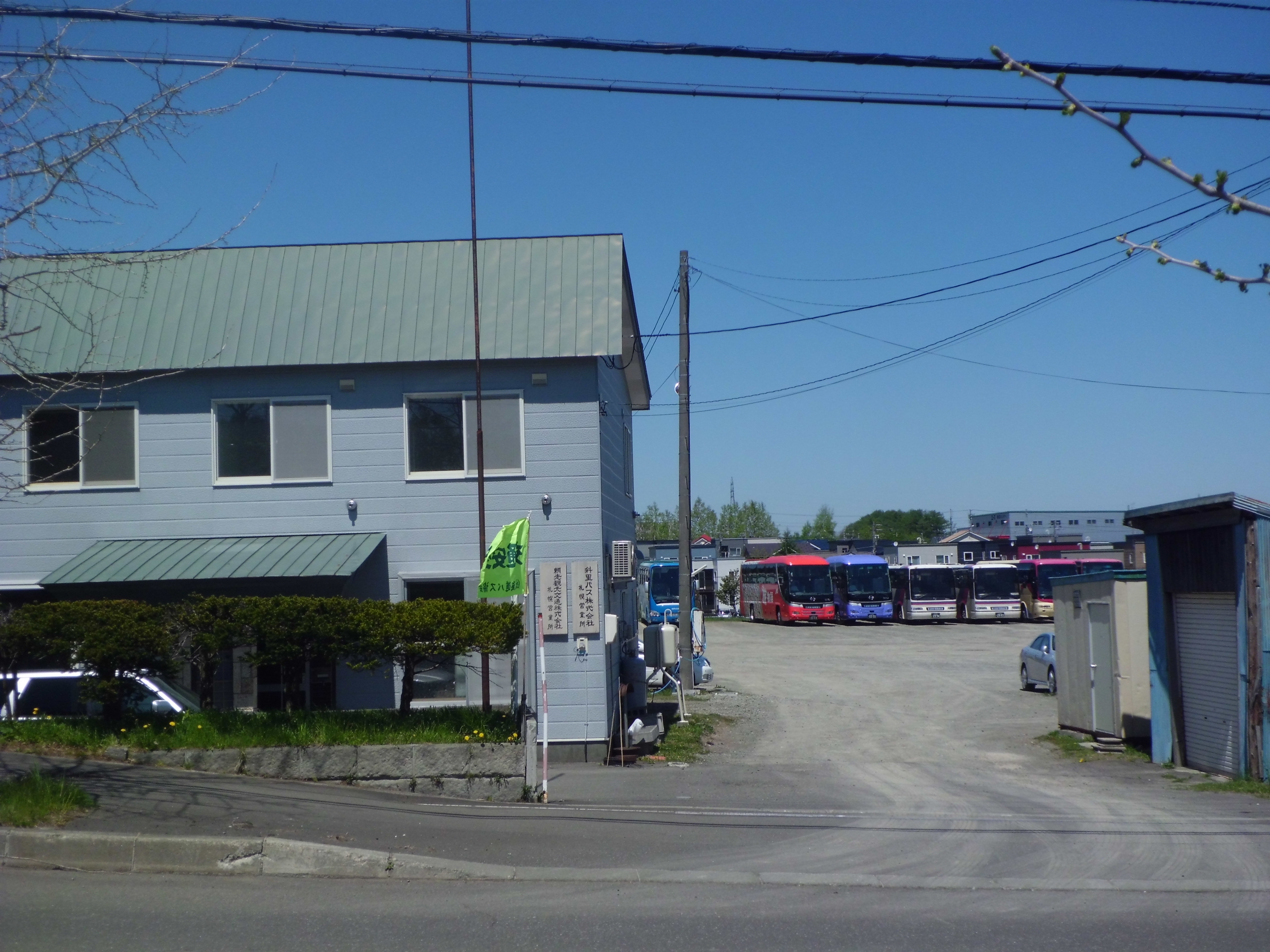
札幌営業所
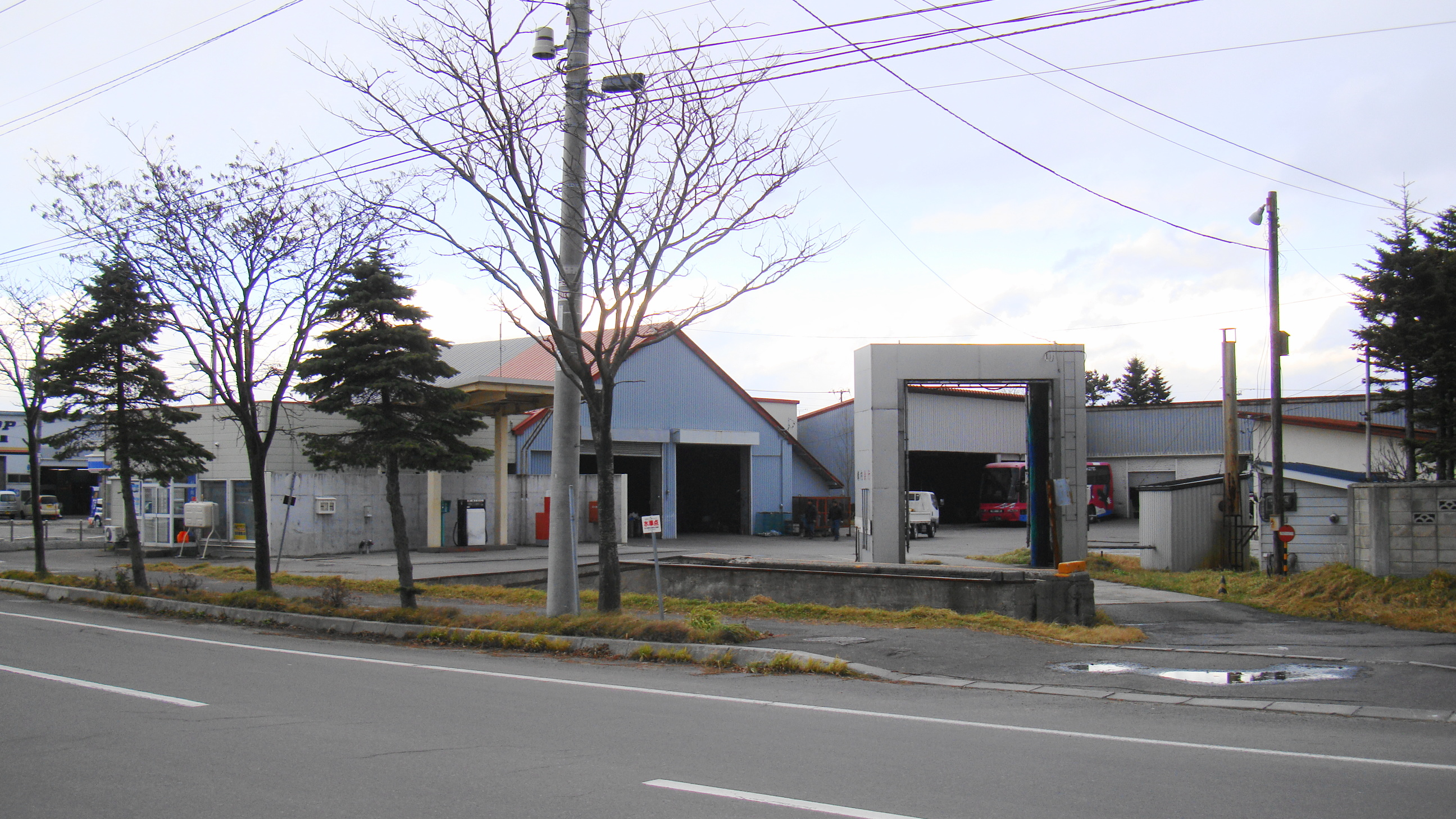
自動車整備工場

## 路線バス
2023年（令和5年）10月1日現在。
2021年（令和3年）4月より車内での運賃支払い方法としてQRコード決済の「PayPay」を導入した（斜里バス運行便）。イーグルライナー、しゃりぐるは対象外。
斜里：斜里バスターミナル（知床斜里駅前）

### イーグルライナー
- ウトロ温泉・斜里・清里町新栄・小清水町・東藻琴・佐呂間町若佐 - 札幌ターミナル（知床行）/北2条西3丁目（札幌行）

北海道中央バスが2006年（平成18年）9月1日から10月31日まで「高速しれとこ号」の運行を行い、斜里バスでは斜里地区の予約業務などを行った。2007年（平成19年）4月20日より「イーグルライナー」として定期化され斜里バスが運行に参入。北海道中央バスは始発地を2014年（平成26年）5月6日に出発する便をもって運行を終了し、以降は札幌地区の予約業務などを行う。2016年（平成28年）度の利用者数は10,728人。

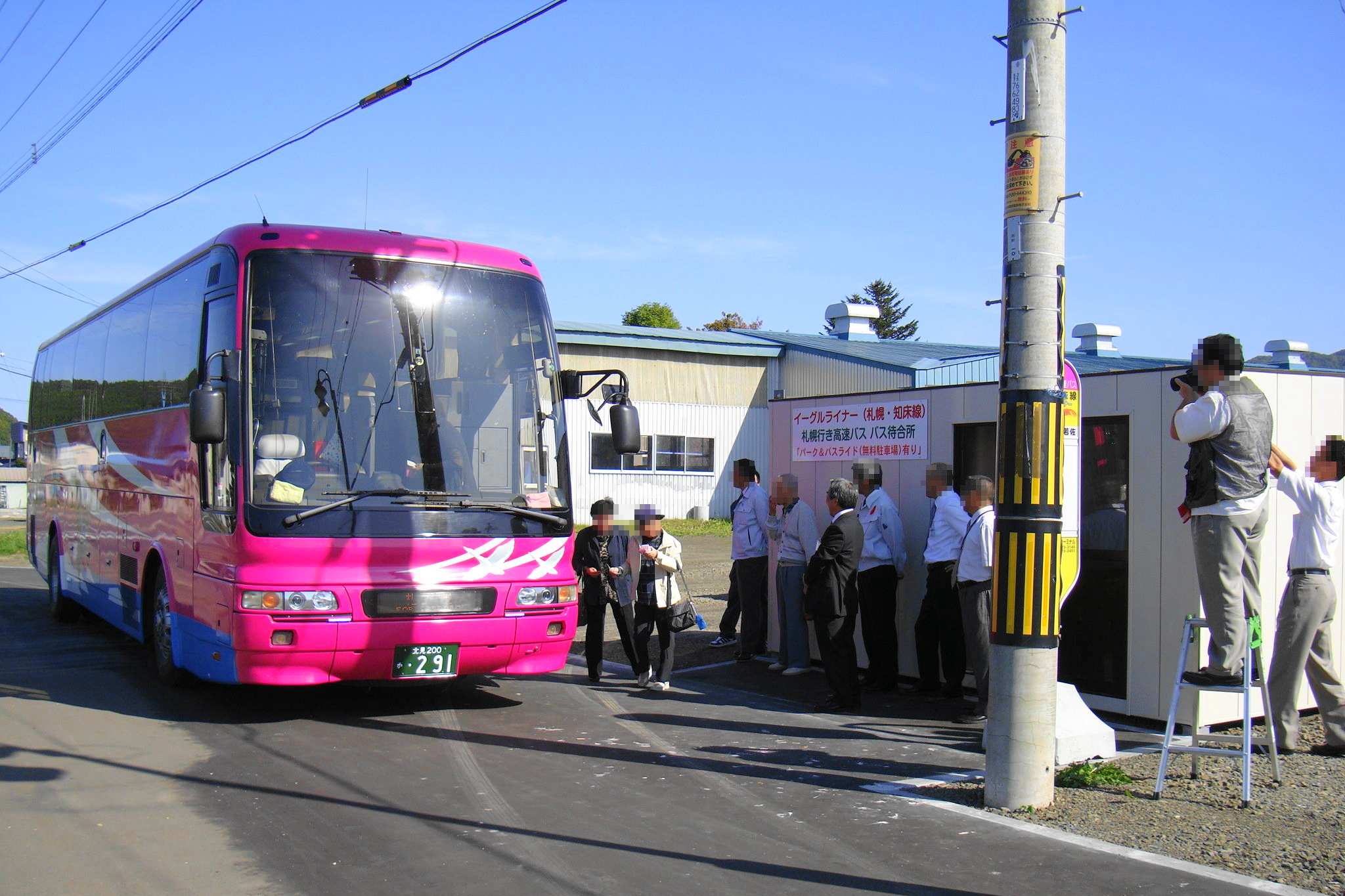
佐呂間町若佐停車初便

斜里バス参入時にウトロ温泉地区ホテル、「清里町新栄」、「小清水町」、「東藻琴」の各停留所を新設。同年12月1日より経路を国道39号（石北峠）経由から、旭川紋別自動車道（北見峠）経由に変更。2009年（平成21年）10月1日には佐呂間町からの要望により「佐呂間町若佐」停留所（始発地2014年5月6日出発便までは昼行便のみ）を新設。札幌行終点の札幌駅前ターミナル（札幌駅バスターミナル）が2023年（令和5年）10月1日より一時閉鎖となり、同日よりこれまでも札幌行降車専用として扱っていた北2条西3丁目が終点となった。
このほかウトロ行のウトロ地区、札幌行の札幌市内には降車専用停留所が設置される。昼行便は東藻琴停留所（セブン-イレブン東藻琴店）と道の駅しらたき（白滝PA）にて休憩時間を設ける。

他路線と組み合わせた割引乗車券が設定されており、高速とまこまい号・商船三井さんふらわあ・みと号を組み合わせた東京・札幌連絡きっぷ「パシフィック・ストーリー」とセットで購入すると、ウトロ地区での乗降に限り運賃が割引となる。このほか、ウトロ定期観光バスまたはスターライト釧路号・阿寒バス釧羅線・羅臼ウトロ線とを組み合わせた「ぐるっと道東バスセット券」、新千歳空港連絡バスとを組み合わせたセット券が設定される。

### 知床線
| 斜里にて |  | 羅臼にて |
| 斜里にて |  | 羅臼にて |

- 斜里 - 道の駅しゃり - 整備工場前 - 知床国道分岐 - 朱円局前 - 峰浜 - 日の出 - 真鯉 - オシンコシンの滝 - ウトロ道の駅 - ウトロ温泉 - 幌別 - 知床自然センター - 岩尾別 - 知床五湖
- ウトロ温泉 - 幌別 - 知床自然センター - 知床峠 - 羅臼湖入口 - 羅臼温泉 - 羅臼（阿寒バスと相互乗り入れ）

ウトロ温泉発斜里行始発便は温泉街高台の保育所前始発で運行する。冬期は知床自然センター以遠が運休となり、ウトロ温泉 - 知床自然センター間は2011年（平成23年）度より流氷観光期のみ運行される。羅臼系統は6月中旬から10月中旬まで運行。
1950年（昭和25年）6月17日より知布泊線として現在の日の出までの運行を開始。1958年（昭和33年）12月17日に宇登呂まで延長し知床線となり、1963年（昭和38年）5月8日より岩尾別温泉系統、1966年（昭和41年）5月23日より知床五湖系統が開設された。2010年（平成22年）夏期より岩尾別温泉系統が休止されている。

羅臼系統は、斜里バス運行便の一部は斜里や女満別空港発着で運行されていたが、2012年（平成24年）現在はウトロ温泉発着で運行され、時刻表上の案内は「羅臼線」となっている。

### 知床エアポートライナー
| オホーツク海沿いを通る |  | 女満別空港出発 |
| オホーツク海沿いを通る |  | 女満別空港出発 |

- 女満別空港 - 網走駅前 - 網走バスターミナル - 網走道の駅（砕氷船乗り場） - 原生花園（夏期）/白鳥公園入口（冬期） - 斜里 - ウトロ道の駅・ウトロ温泉（網走バスと共同運行）

「知床エクスプレス」として国道334号経由で単独運行を行っていたが、国道244号・網走・国道39号経由への変更を経て、2008年（平成20年）4月28日より同区間で競合していた網走バス「オホーツク知床線」と共同運行化された。単独運行時は知床線の延長扱いで、斜里 - ウトロ温泉間は各停留所に停車していたほか、時期によって羅臼や知床五湖などに発着していた。
ウトロ温泉午前発はウトロ温泉主要ホテルを経由する。ウトロ地区内相互間を除き区間乗車も可能だが、回数乗車券と定期乗車券は運行会社に関わらず使用できない。2010年（平成22年）度冬期以降、流氷観光期と6月中旬から10月中旬までの季節運行に変更された。

2024年（令和6年）夏期は斜里バスのみ運行、網走バスは運休となっていた。

### 網走線
- 斜里 - 斜里高校 - 斜里小学校前 - 大栄小学校前 - 網走バスターミナル・網走厚生病院・網走駅前

斜里 - 網走間の路線は網走バス斜里線が国・北海道などから助成を受けて運行していたが、2018年（平成30年）になり国・北海道からの助成が見込めない状況となった。沿線自治体等で協議の結果同年6月1日付で廃止することが決まり、これを受けて網走バス廃止と同日に斜里バスが斜里町単独補助により運行を開始した。運賃は斜里バス基準に改定。停留所は斜里町内は網走バスを踏襲し町内相互間の利用も可能。小清水町内は無停車。網走市内は3箇所のみ停車で市内相互間の利用はできない。

### 斜里市街地巡回バス「しゃりぐる」（受託）
- 斜里 - 郵便局前 - 役場前 - 博物館前 - 朝日小学校前 - 知床国道分岐 - 光陽南団地前 - 整備工場前 - 国保病院前 - ラルズ前 - 商工団地 - 斜里小学校前 - 文光通 - 斜里高校 - 斜里[32]

2016年（平成28年）8月1日より2017年（平成29年）3月31日までの実証実験を経て運行。イーグルライナーへ当日乗り継ぐ際の巡回バス運賃無料化、専用回数乗車券発売などを行っている。

### 休廃止路線
来運線
斜里 - 斜里高校前 - 斜里小学校前 - 4号 - 中斜里 - 来運校
- 1962年（昭和37年）6月23日認可。

豊里線・三井線
斜里 - トヨタ前（現・知床国道分岐） - 以久科6号 - 三井 - 豊里
- 斜里 - 三井間の三井線は1951年（昭和26年）5月12日認可。斜里 - 三井 - 豊里の豊里線は1966年（昭和41年）12月14日認可。2004年（平成16年）4月28日の廃止時は三井線であった。

標津線
斜里 - （越川線と同経路） - 越川校 - 国境 - 伊茶仁 - 根室標津
- 1959年（昭和34年）1月30日認可、同年6月運行開始。夏の観光期を除き標津方面への乗客はほとんどなく、多くが斜里町内のみの利用であった。

富士線
斜里 - トヨタ前 - 以久科6号 - 以久科川 - 発電所 - 富士
- 1962年（昭和37年）11月13日認可、2004年（平成16年）4月28日廃止。

越川線
斜里 - トヨタ前 - 以久科6号 - 以久科基線 - 越川校
- 国鉄根北線が廃止された1965年（昭和40年）12月1日からはバス代行の役割を担っていた。2004年（平成16年）4月28日廃止。

神泉線・裏摩周線
斜里 - 清里駅前 - みどり - 裏摩周入口（神泉線）、裏摩周展望台（裏摩周線）
江南線
斜里 - 斜里高校前 - 斜里小学校前 - 4号 - 中斜里 - 川上 - 新栄校 - 清里駅前 - 江南 - 斜里岳登山口
- 1960年（昭和35年）8月9日認可、2006年（平成18年）4月1日廃止。清里町が一般町民も利用可能なスクールバスを運行。

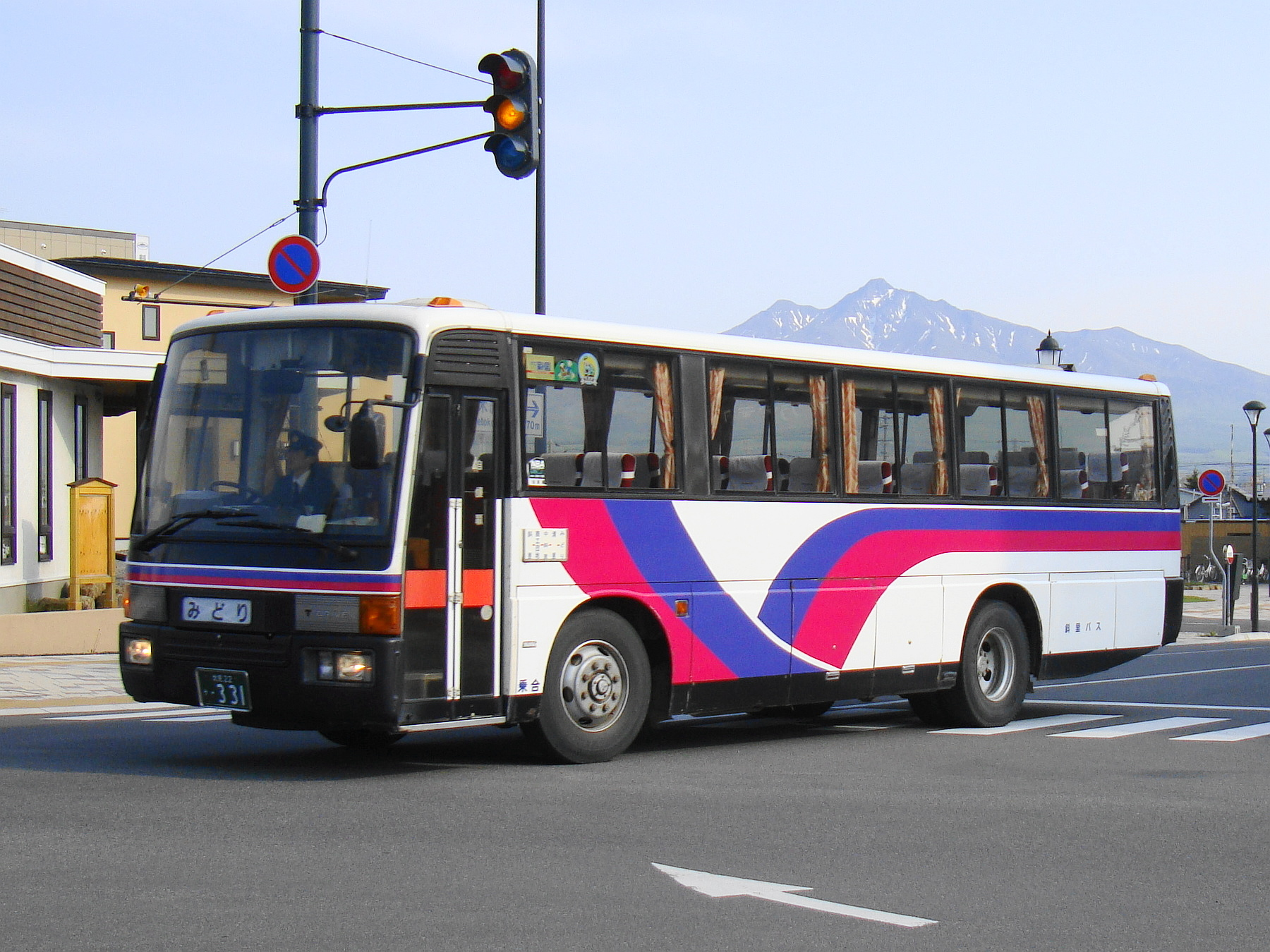
斜里にて

小清水線
斜里 - （江南線と同経路） - 新栄校 - 旭野 - 小清水
- 2006年（平成18年）4月1日廃止。網走バスの小斜線（廃止）は国道244号・国道391号経由であったが、斜里バスは国道334号を直行していた。

みどり線
斜里 - 道の駅しゃり - 斜里小学校前 - 商工団地 - 4号 - 中斜里 - 西2線 - 川上 - 清里駅前 - 札弦 - みどり駅前
- 1951年（昭和26年）に上斜里線として運行を開始。2006年（平成18年）4月1日より斜里市街地の運行経路を変更。平日のみの運行とし、1往復が川上止まりの「川上中斜里線」に変更された。2015年（平成27年）10月現在、みどり線のみの運行となっていた。一般利用客が少ない中、清里町内は通学の路線バス活用があって維持されていたが、2019年（平成31年）度より路線バス活用を取り止めスクールバスを運行することとなった。斜里バスは通学利用が無くなれば路線維持は厳しい意向を伝え、2019年（平成31年）4月1日付で廃止となった。

## 定期観光バス・周遊バス
| 定期観光バス |  | ひがし北海道エクスプレスバス |
| 定期観光バス |  | ひがし北海道エクスプレスバス |

夏期定期観光バスは、斜里 - ウトロ間で景勝時間とバスガイドによる案内、お土産を付け一般路線と区別したコースや、ウトロ地区（ウトロ温泉 - 知床峠 - 知床五湖方面）の徒歩散策中心でネイチャーガイドによる解説を付けたコース、夜間の動物鑑賞コースなどが設定される。各コース予約制となる。
同じく夏期に、阿寒バスと共同で、「阿寒・知床号」（ウトロ温泉 - オシンコシンの滝 - 斜里バスターミナル - 川湯温泉 - 硫黄山（アトサヌプリ） - 川湯温泉駅 - 摩周湖第1展望台 - 摩周駅 - 双湖台 - 阿寒湖畔）の運行を行なっていたが、斜里バスの撤退、経路変更を経て廃止されている。
流氷観光期となる冬期は、1988年（昭和63年）2月1日より網走バスと共同で「オホーツク流氷ロードバス・オーロラ号」（ウトロ - 網走 - 女満別空港）の運行を開始。現在は道東地区の各冬期周遊バスが「ひがし北海道エクスプレスバス」として取り扱われ、一部コースを担当する。

## 貸切バス
貸切バス事業は、通常は北見、釧路、帯広、札幌の各運輸支局管内発着が認められているが、貸切バス事業者安全性評価認定制度による優良事業者に限定した営業区域の弾力的な運用による特例で、2025年（令和7年）4月1日現在北海道全域となっている、道東地区事業者10社で組織する東北海道貸切バス事業協同組合 (BUS CENTER)に加盟する。
1955年（昭和30年）7月1日の貸切バス営業開始時は斜里郡、網走郡、網走市が事業区域で、1968年（昭和43年）に釧路支庁管内、1981年（昭和56年）に根室支庁管内と十勝支庁管内へ拡大した。
観光貸切は道東の空港を利用する団体向けを主体としていたが、やはり千歳空港の需要が大きく、1989年（平成元年）より夏期限定で千歳市に窓口を設けて営業を行った。その後新千歳空港の開港などで旅行客の増大が見込まれることなどから北広島市に営業所を設置。1993年（平成5年）4月26日に免許を受け札幌地区での通年営業が開始された。

### 運行受託
| スクールバス運用 |  | 知床シャトルバス |
| スクールバス運用 |  | 知床シャトルバス |

スクールバスの運行を受託する。斜里町のスクールバスは沿線住民の一般利用も可能だが、乗車場所・利用方向にかかわらず事前に斜里バスターミナルで乗車券の購入が必要となる。
1998年（平成10年）に環境庁（現・環境省）、北海道が中心となり知床国立公園知床五湖地区自動車適正化対策連絡協議会（現・知床国立公園カムイワッカ地区自動車適正化対策連絡協議会）を設立。知床五湖方面へ至る道路の渋滞・違法駐車解消を目的として、夏期繁忙期に自家用車を規制してシャトルバスを運行することになり、このエリアを営業基盤とする斜里バスに運行を依頼した。ウトロ温泉または知床自然センターに自家用車を止めてバスに乗り換えるパークアンドライド方式で、最繁忙期は20分間隔で運行される。
2015年（平成27年）には知床の世界遺産登録10周年を記念し、屋根のない2階建て車両（オープントップバス）を使用した「スカイバス知床」の運行を受託。7月10日から31日までの期間に運行された。

## 車両
路線バス車両は2017年（平成29年）3月31日現在で12台保有。一般路線車はワンステップバス、標準床、ハイデッカーが混在し、ハイブリッドなど低公害車は緑色系で統一される。BUS CENTERカラーの「BUS CENTER」文字部分を塗り潰した車両や、文字を「SHIRETOKO」に置き換えた車両も存在した。都市間車はピンク色系のエアロクィーンで揃えられており、立川バスなどから中古車も導入される。
貸切車は車両は2011年（平成23年）9月現在で23台保有。路線車同様の2色の知床デザインがあるが、かつては赤色系も存在した。このほかBUS CENTERカラー、サンプルカラーのハイブリッド車両（元日野自動車デモカー）がある。

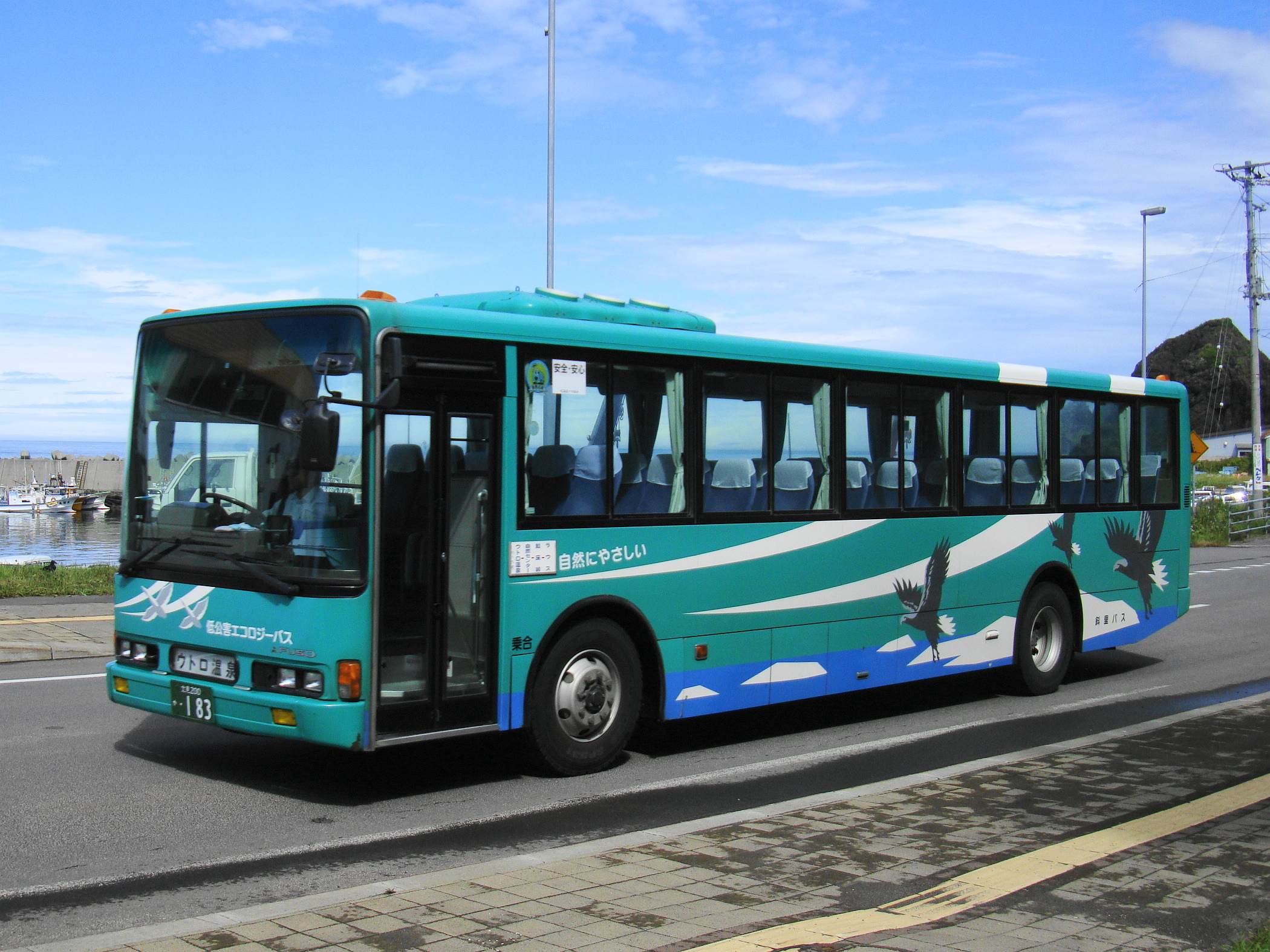
路線車 緑色系
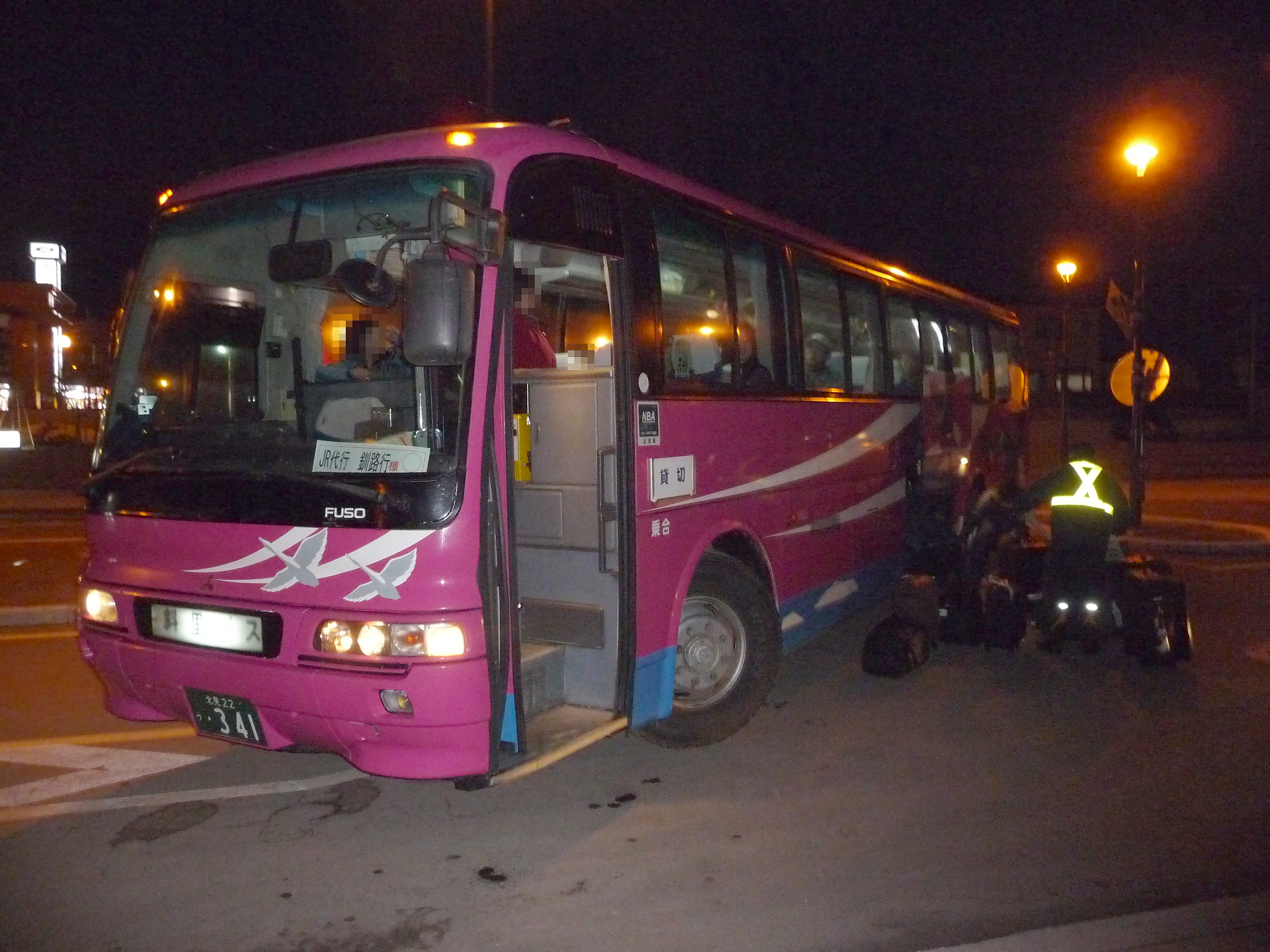
路線車 ピンク色系 釧網本線運転見合わせ時のバス代行運用
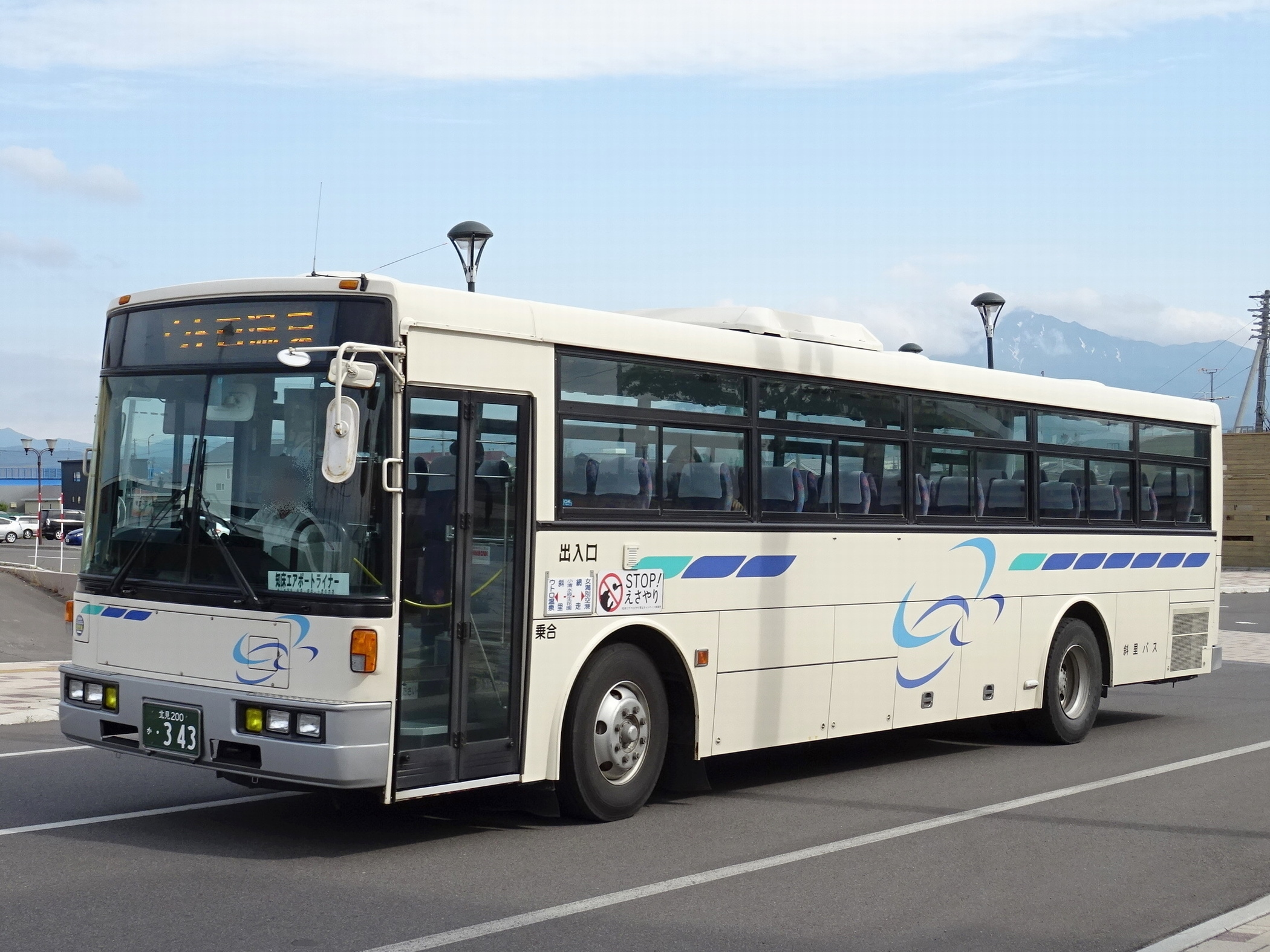
路線車 前事業者の塗装をそのまま流用
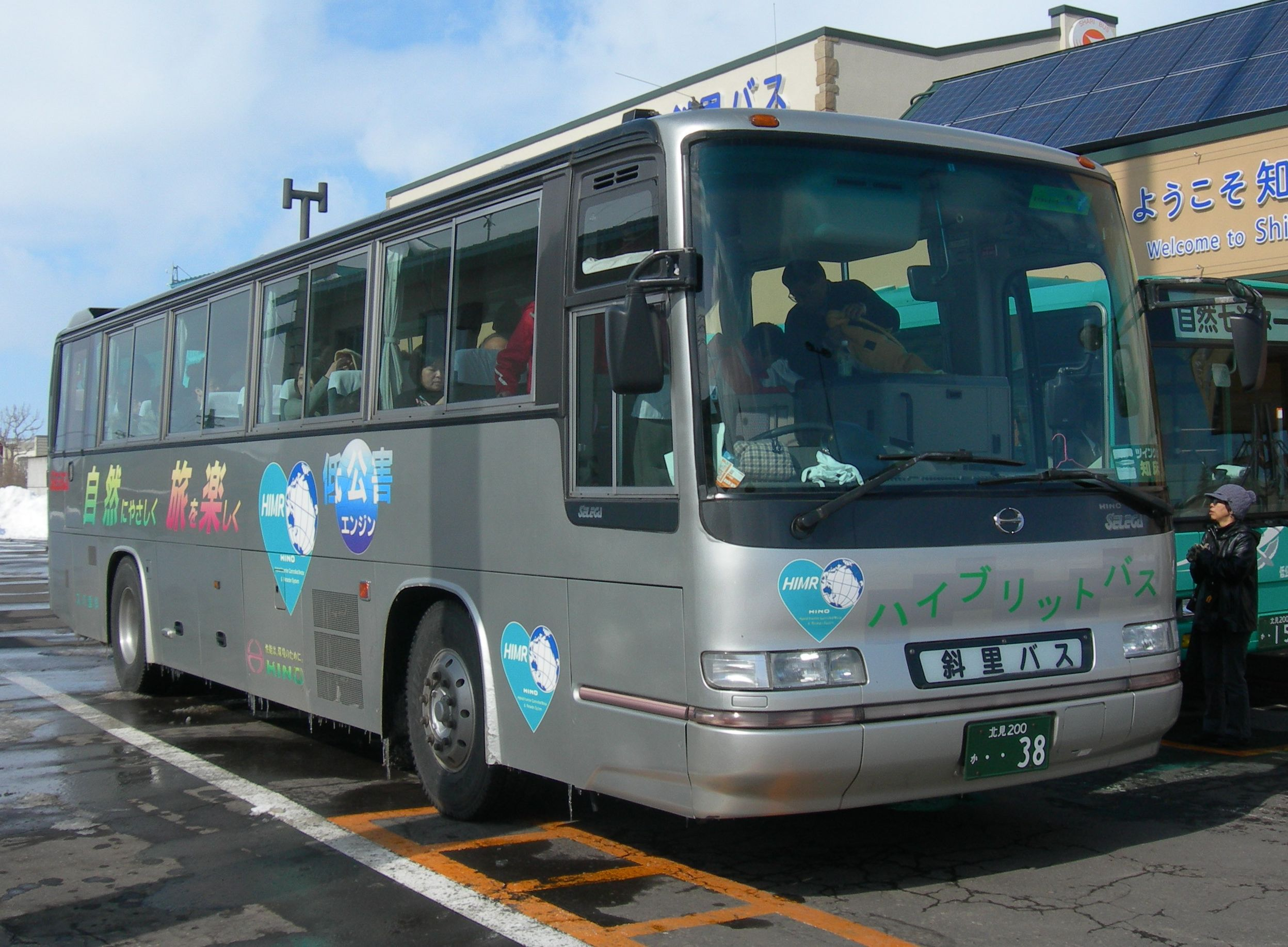
貸切車 セレガハイブリッド
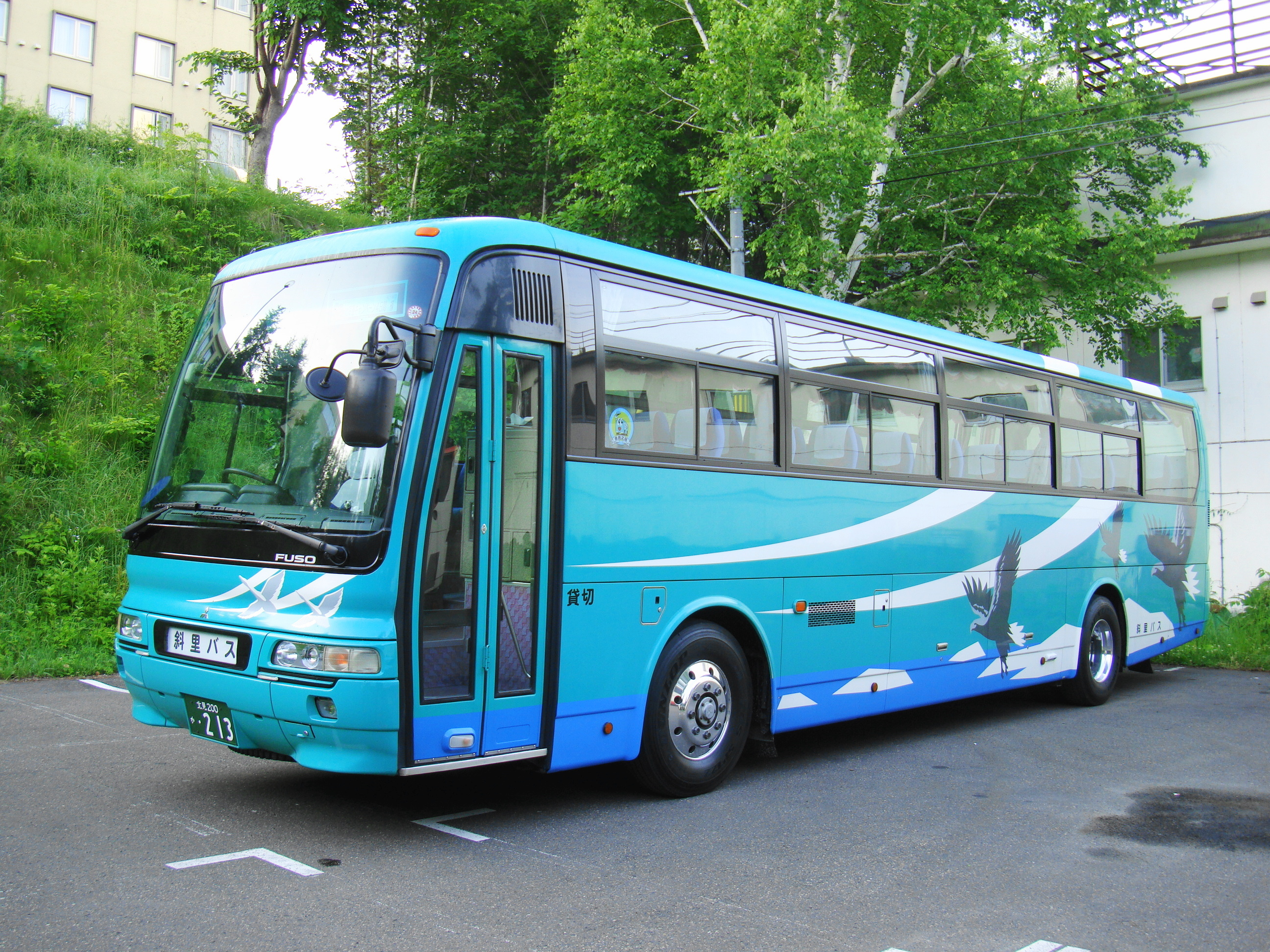
貸切車 緑色系
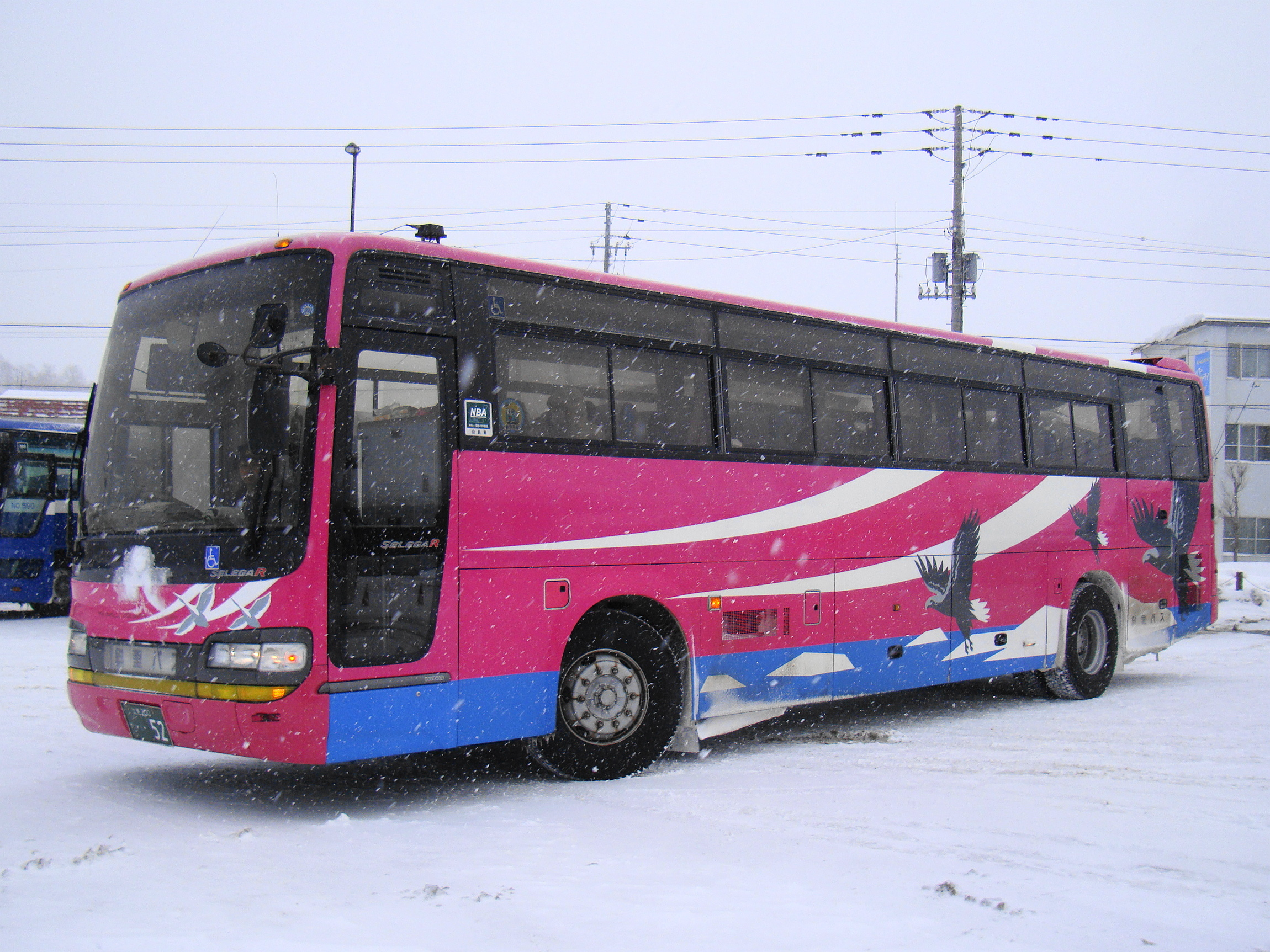
貸切車 ピンク色系
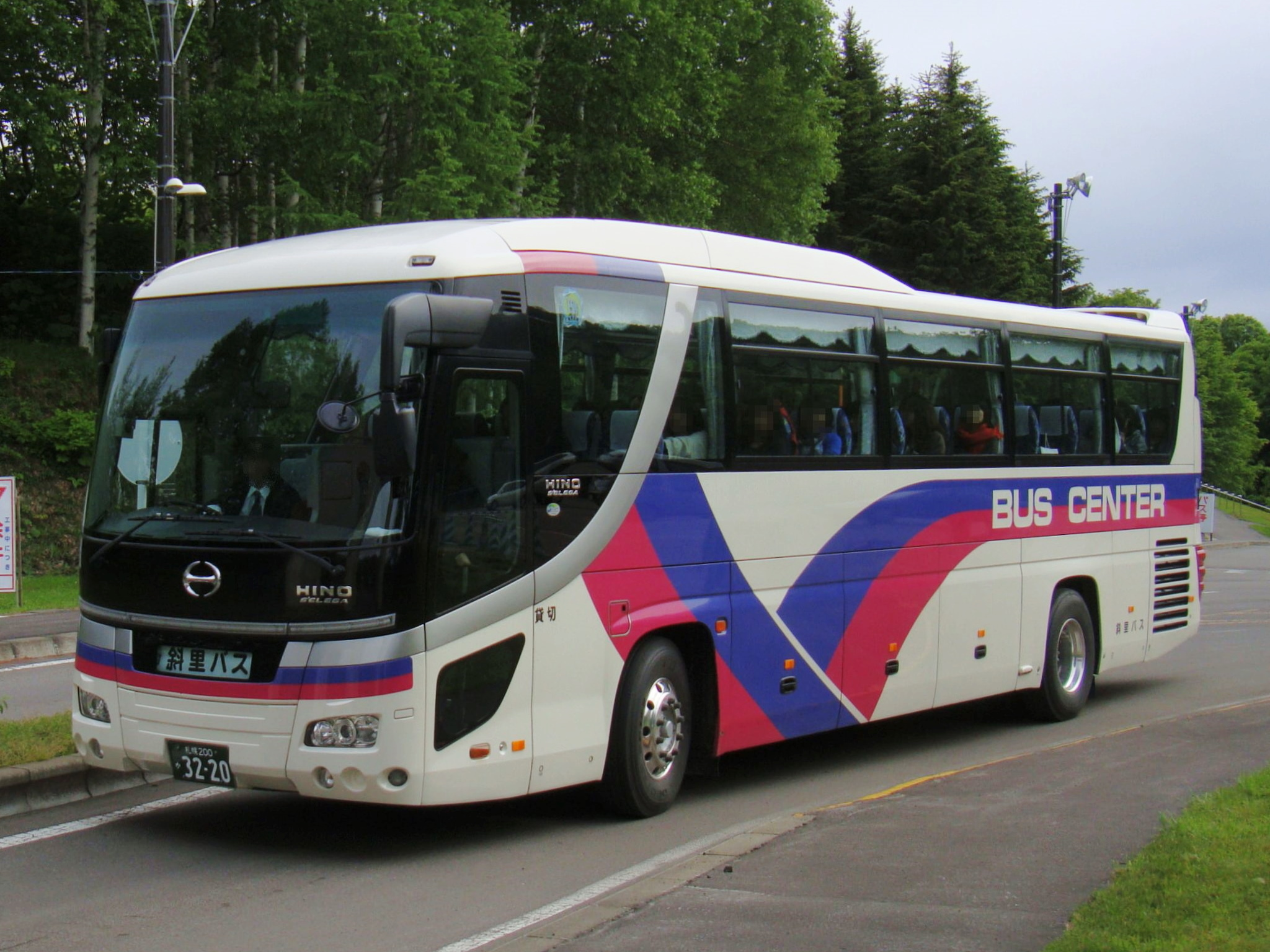
貸切車 BUS CENTERカラー
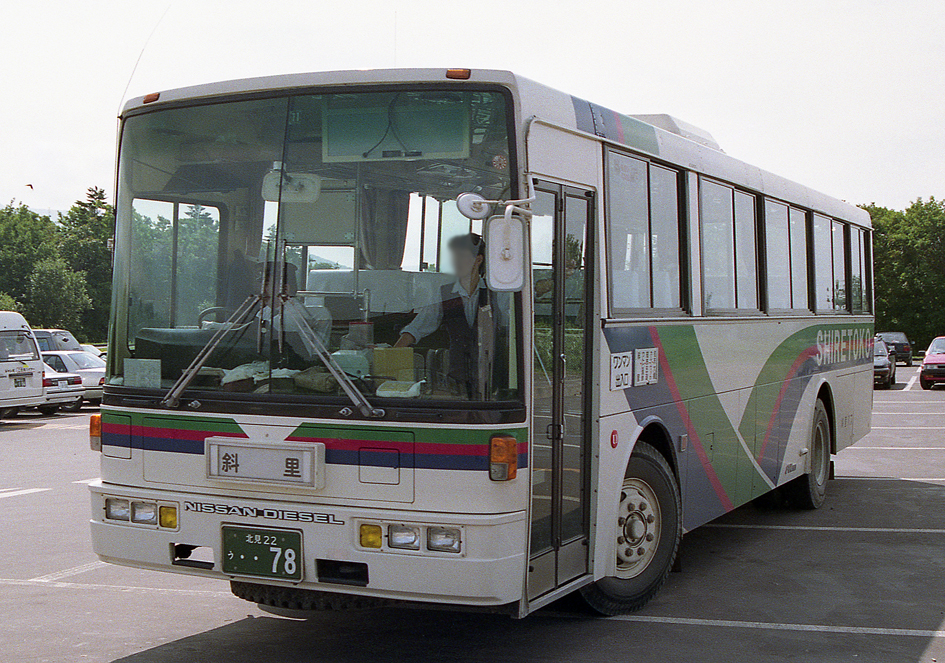
過去の車両:路線車 日産ディーゼル 緑系BUS CENTERカラー（1990年）
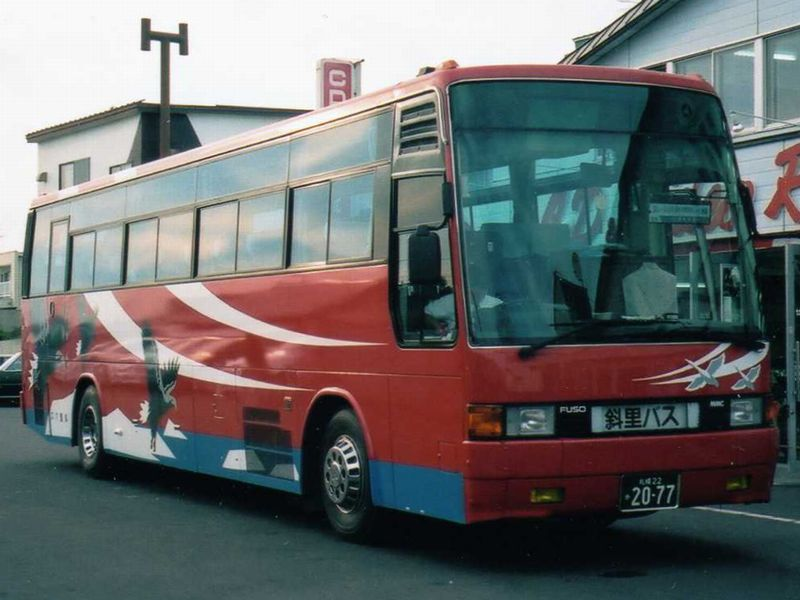
過去の車両:貸切車 赤色系（1994年8月）

## 関連会社
知床アルパ
ウトロ地区でネイチャーガイド業を行う。2007年（平成19年）4月1日に斜里バス直営の部署として開設。2011年（平成23年）12月5日にコンサルタント業のレジリエンス（関連：札幌観光バス）と共同で知床アルパ株式会社を設立、分社した。